# Monty Python Sings
Monty Python Sings er en cd af satire-gruppen Monty Python fra 1989.

## Numre
1. "Always Look on the Bright Side of Life"
2. "Sit on my Face"
3. "Lumberjack"
4. "Penis Song (Not the Noel Coward Song)"
5. "Oliver Cromwell"
6. "Money Song"
7. "Accountancy Shanty"
8. "Finland"
9. "Medical Love Song"
10. "I'm so Worried"
11. "Every Sperm is Sacred"
12. "Never be Rude to an Arab"
13. "I Like Chinese"
14. "Eric the Half-a-Bee"
15. "Brian Song"
16. "The Bruces' Philosophers Song" –
17. "The Meaning of Life" –
18. "Knights of the Round Table"
19. "All Things Dull and Ugly"
20. "Decomposing Composers"
21. "Henry Kissinger"
22. "I've Got Two Legs"
23. "It's Christmas in Heaven"
24. "Galaxy Song"
25. "Spam"